# Flora indica
Flora indica (abreviado Fl. Ind., ed. 1832) es un libro con descripciones botánicas que fue escrito por el botánico William Roxburgh y editada en tres volúmenes en el año 1832 con el nombre de Flora indica; or, descriptions of Indian Plants.
Nathaniel Wallich (1786 - 1854) participó en la mejora de la reedición de la Flora India de William Roxburgh (1759-1815) junto con William Carey (1761-1834).